# Єднорожець (гміна)
Єднорожець (гміна) (пол. Gmina Jednorożec) — сільська гміна у центральній Польщі. Належить до Пшасниського повіту Мазовецького воєводства.
Станом на 31 грудня 2011 у гміні проживало 7350 осіб.

## Площа
Згідно з даними за 2007 рік площа гміни становила 231.57 км², у тому числі:
- орні землі: 50.00%
- ліси: 44.00%

Таким чином, площа гміни становить 19.02% площі повіту.

## Населення
Станом на 31 грудня 2011:
| Опис     | Загалом | Загалом | Чоловіки | Чоловіки | Жінки | Жінки |
| -------- | ------- | ------- | -------- | -------- | ----- | ----- |
| одиниця  | осіб    | %       | осіб     | %        | осіб  | %     |
| все      | 7350    | 100     | 3715     | 50.54    | 3635  | 49.46 |
| міське   | 0       | 100     | 0        |          | 0     |       |
| сільське | 7350    | 100     | 3715     | 50.54    | 3635  | 49.46 |

## Сусідні гміни
Єднорожець (гміна) межує з такими гмінами: Бараново, Красносельц, Кшиновлоґа-Мала, Плоняви-Брамура, Пшасниш, Хожеле.